# Football Club La Chaux-de-Fonds 2008-2009
Questa voce raccoglie le informazioni riguardanti il La Chaux-de-Fonds nelle competizioni ufficiali della stagione 2008-2009.

## Stagione
Nella stagione 2008-2009 il La Chaux-de-Fonds, allenato da Stefano Maccoppi, concluse il campionato di Challenge League al 12º posto. In Coppa Svizzera il La Chaux-de-Fonds fu eliminato agli ottavi di finale dal Lucerna.

## Rosa
| N. |                                 | Ruolo | Calciatore           |
| -- | ------------------------------- | ----- | -------------------- |
| 1  | Svizzera (bandiera)             | P     | Kevin Fickentscher   |
| 4  | Svizzera (bandiera)             | D     | Gary Gerber          |
| 5  | Italia (bandiera)               | D     | Patrizio Caso        |
| 6  | Svizzera (bandiera)             | C     | Berat Mustafi        |
| 7  | Svizzera (bandiera)             | C     | Charles-André Doudin |
| 8  | Francia (bandiera)              | D     | Rachid Mekheldi      |
| 9  | Kosovo (bandiera)               | A     | Aljmir Murati        |
| 10 | Bosnia ed Erzegovina (bandiera) | C     | Ermin Alic           |
| 11 | Svizzera (bandiera)             | C     | Fabio Raimondi       |
| 12 | Francia (bandiera)              | D     | Jonathan Di Maria    |
| 13 | Ghana (bandiera)                | C     | Daniel Mensah        |

| N. |                      | Ruolo | Calciatore        |
| -- | -------------------- | ----- | ----------------- |
| 14 | Brasile (bandiera)   | C     | Marcos de Azevedo |
| 15 | Svizzera (bandiera)  | D     | Kiliann Witschi   |
| 16 | Senegal (bandiera)   | D     | Saidou Kebe       |
| 17 | Svizzera (bandiera)  | A     | Moreno Elia       |
| 18 | Croazia (bandiera)   | P     | David Sugar       |
| 20 | Svizzera (bandiera)  | C     | Toni Apostoloski  |
| 21 | Svizzera (bandiera)  | A     | Hicham Bouamri    |
| 23 | Italia (bandiera)    | P     | Domenico Di Dio   |
| 24 | Italia (bandiera)    | C     | Federico Piazza   |
|    | Rep. Ceca (bandiera) | C     | Tomáš Míca        |

## Organigramma societario
Area tecnica
- Allenatore: Stefano Maccoppi
- Allenatore in seconda:
- Preparatore dei portieri:
- Preparatori atletici:

## Calciomercato

### Sessione estiva
| Acquisti | Acquisti           | Acquisti           | Acquisti |
| R.       | Nome               | da                 | Modalità |
| -------- | ------------------ | ------------------ | -------- |
| A        | Hicham Bouamri     | Urania Ginevra     |          |
| D        | Patrizio Caso      | Como               |          |
| D        | Jonathan Di Maria  | Martigues          |          |
| A        | Moreno Elia        | Lugano             |          |
| P        | Kevin Fickentscher | Werder Brema II    |          |
| C        | Pasquale Maiorino  | Taranto            |          |
| D        | Rachid Mekheldi    | Baulmes            |          |
| C        | Tomáš Míca         | Calcio Caravaggese |          |
| D        | Abdou Moumouni     | Old Boys Basilea   |          |
| A        | Aljmir Murati      | Cham               |          |
| C        | Fabio Raimondi     | Wil                |          |

| Cessioni | Cessioni          | Cessioni        | Cessioni |
| R.       | Nome              | a               | Modalità |
| -------- | ----------------- | --------------- | -------- |
| D        | Alexandre Barroso | Losanna         |          |
| A        | Bruno Valente     | Lugano          |          |
| P        | Luca Ferro        | Neuchâtel Xamax |          |
| P        | Nikola Jakšić     | Düdingen        |          |
| D        | Pascal Oppliger   | Yverdon         |          |
| D        | Jérôme Schneider  | Servette        |          |
| A        | Nezbedin Selimi   | Primorje        |          |
| D        | Yao Senaya        | Gomido Kpalime  |          |
| A        | Yao Senaya Jr.    | Al-Jazira       |          |
| D        | Jérôme Sonnerat   | Losanna         |          |

### Sessione invernale
| Acquisti | Acquisti   | Acquisti | Acquisti |
| R.       | Nome       | da       | Modalità |
| -------- | ---------- | -------- | -------- |
| C        | Ermin Alic | Zofingen |          |

| Cessioni | Cessioni          | Cessioni     | Cessioni |
| R.       | Nome              | a            | Modalità |
| -------- | ----------------- | ------------ | -------- |
| C        | Enes Fermino      | Sion         |          |
| C        | Pasquale Maiorino | L.R. Vicenza |          |

## Risultati

### Challenge League

#### andata
| Arbitro: | Zimmermann |

|  |           |                                |
|  | Marcatori | 52’ Drago 75’ (rig.) Boughanem |

| Arbitro: | Gremaud |

|                                            |           |  |
| Renfer 71’ (rig.), 76’ (rig.) Rennella 85’ | Marcatori |  |

| Arbitro: | Laperrière |

|  |           |                           |
|  | Marcatori | 12’ Abrashi 84’ Šimunovič |

| Arbitro: | Graf |

|             |           |          |
| Katanha 35’ | Marcatori | 90’ Kebe |

| Arbitro: | Schneider |

|  |           |                        |
|  | Marcatori | 17’ Sousa 48’ Lombardo |

| Arbitro: | Meroni |

|                                          |           |  |
| Merenda 2’, 50’ Costanzo 16’ Ciccone 74’ | Marcatori |  |

| Arbitro: | Devouge |

|                 |           |                                        |
| Murati 17’, 40’ | Marcatori | 14’ Oppliger 44’, 50’ Biscotte 66’ Edo |

| Arbitro: | Zimmermann |

|  |           |             |
|  | Marcatori | 38’ Fermino |

| Arbitro: | Studer |

|  |           |                   |
|  | Marcatori | 78’ (rig.) Silvio |

| Arbitro: | Winter |

|  |           |                                              |
|  | Marcatori | 14’ Raimondi 24’ Doudin 75’ Elia 90’ Bouamri |

| Arbitro: | Petignat |

|            |           |  |
| Murati 22’ | Marcatori |  |

| Locarno 9 novembre 2008, ore 14:30 CET 12ª giornata                                       | Locarno   | 2 – 2 referto                    | La Chaux-de-Fonds | Stadio del Lido (720 spett.) |
| \| \| \| \| \| Senger 18’ Pollini 82’ \| Marcatori \| 39’ (rig.) de Azevedo 49’ Murati \| |           |                                  |                   |                              |
|                                                                                           |           |                                  |                   |                              |
| Senger 18’ Pollini 82’                                                                    | Marcatori | 39’ (rig.) de Azevedo 49’ Murati |                   |                              |

| Arbitro: | Bieri |

|             |           |               |
| Fermino 39’ | Marcatori | 52’ Boughanem |

| Arbitro: | Busacca |

|                        |           |  |
| Schultz 35’ Romero 49’ | Marcatori |  |

| Arbitro: | Kever |

|  |           |                                                   |
|  | Marcatori | 2’ de Azevedo 21’ Raimondi 68’ Fermino 74’ Murati |

#### ritorno
| Arbitro: | Studer |

|             |           |                        |
| Bouamri 71’ | Marcatori | 32’ Perrier 65’ Renfer |

| Arbitro: | Rogalla |

|  |           |            |
|  | Marcatori | 39’ Murati |

| Arbitro: | Zimmermann |

|            |           |                    |
| Doudin 51’ | Marcatori | 77’ (rig.) Katanha |

| Arbitro: | Devouge |

|           |           |                    |
| Sousa 82’ | Marcatori | 6’ Caso 57’ Doudin |

| Arbitro: | Jaccottet |

|                         |           |                                |
| Raimondi 23’ Murati 37’ | Marcatori | 11’ Cáceres 14’ (rig.) Merenda |

| Arbitro: | Klossner |

|                                    |           |                       |
| Gavranović 10’ Biscotte 89’ (rig.) | Marcatori | 37’ (rig.) de Azevedo |

| Arbitro: | Wermelinger |

|                                       |           |                   |
| Doudin 55’ de Azevedo 74’ (rig.), 89’ | Marcatori | 77’ (rig.) Strbac |

| Arbitro: | Laperrière |

|             |           |  |
| Lezcano 81’ | Marcatori |  |

| Arbitro: | Gut |

|                        |           |            |
| Bouamri 12’ Doudin 68’ | Marcatori | 35’ Mathys |

| Arbitro: | Carrell |

|                |           |                                                       |
| Casasnovas 30’ | Marcatori | 8’ (rig.), 90’ de Azevedo 32’, 81’ Bouamri 71’ Doudin |

| Arbitro: | Zimmermann |

|             |           |                     |
| Bouamri 25’ | Marcatori | 7’, 32’, 80’ Senger |

| Arbitro: | Jaccottet |

|                                              |           |                                  |
| Vitkieviez 14’ Braizat 56’ Tréand 90’ (rig.) | Marcatori | 24’ (rig.) de Azevedo 64’ Murati |

| Arbitro: | Wermelinger |

|                               |           |                       |
| Carrupt 44’ (rig.) Mobulu 45’ | Marcatori | 90’ (rig.) de Azevedo |

| Arbitro: | Lanfranchi |

|            |           |            |
| Doudin 62’ | Marcatori | 84’ Romero |

| Arbitro: | Bieri |

|  |           |            |
|  | Marcatori | 43’ Blumer |

### Coppa Svizzera
| 21 settembre 2008, ore 16:00 CEST Primo turno | Plan-les-Ouates | 0 – 3 | La Chaux-de-Fonds |  |

| 18 ottobre 2008, ore 17:30 CEST Secondo turno | Yverdon | 1 – 2 | La Chaux-de-Fonds |  |

| 10 dicembre 2008, ore 19:30 CET Ottavi di finale | La Chaux-de-Fonds | 0 – 4 | Lucerna |  |

## Statistiche

### Statistiche di squadra
| Competizione     | Punti | In casa | In casa | In casa | In casa | In casa | In casa | In trasferta | In trasferta | In trasferta | In trasferta | In trasferta | In trasferta | Totale | Totale | Totale | Totale | Totale | Totale | DR |
| Competizione     | Punti | G       | V       | N       | P       | Gf      | Gs      | G            | V            | N            | P            | Gf           | Gs           | G      | V      | N      | P      | Gf     | Gs     | DR |
| ---------------- | ----- | ------- | ------- | ------- | ------- | ------- | ------- | ------------ | ------------ | ------------ | ------------ | ------------ | ------------ | ------ | ------ | ------ | ------ | ------ | ------ | -- |
| Challenge League | 33    | 15      | 3       | 4       | 8       | 15      | 24      | 15           | 6            | 2            | 7            | 24           | 22           | 30     | 9      | 6      | 15     | 39     | 46     | -7 |
| Coppa Svizzera   | -     | 1       | 0       | 0       | 1       | 0       | 4       | 2            | 2            | 0            | 0            | 5            | 1            | 3      | 2      | 0      | 1      | 5      | 5      | 0  |
| Totale           | 33    | 16      | 3       | 4       | 9       | 15      | 28      | 17           | 8            | 2            | 7            | 29           | 23           | 33     | 11     | 6      | 16     | 44     | 51     | -7 |

### Andamento in campionato
| Giornata  | 1  | 2  | 3  | 4  | 5  | 6  | 7  | 8  | 9  | 10 | 11 | 12 | 13 | 14 | 15 | 16 | 17 | 18 | 19 | 20 | 21 | 22 | 23 | 24 | 25 | 26 | 27 | 28 | 29 | 30 |
| --------- | -- | -- | -- | -- | -- | -- | -- | -- | -- | -- | -- | -- | -- | -- | -- | -- | -- | -- | -- | -- | -- | -- | -- | -- | -- | -- | -- | -- | -- | -- |
| Luogo     | C  | T  | C  | T  | C  | T  | C  | T  | C  | T  | C  | T  | C  | T  | T  | C  | T  | C  | T  | C  | T  | C  | T  | C  | T  | C  | T  | T  | C  | C  |
| Risultato | P  | P  | P  | N  | P  | P  | P  | V  | P  | V  | V  | N  | N  | P  | V  | P  | V  | N  | V  | N  | P  | V  | P  | V  | V  | P  | P  | P  | N  | P  |
| Posizione | 10 | 16 | 15 | 15 | 16 | 16 | 16 | 15 | 15 | 13 | 12 | 12 | 12 | 13 | 12 | 12 | 12 | 12 | 12 | 11 | 13 | 11 | 12 | 11 | 8  | 10 | 9  | 10 | 12 | 12 |

Legenda:

Luogo: C = Casa; T = Trasferta. Risultato: V = Vittoria; N = Pareggio; P = Sconfitta.

### Statistiche dei giocatori
| E. Alic         | 12 | 0 | 0 | 0 |
| T. Apostoloski  | 22 | 0 | 1 | 1 |
| H. Bouamri      | 18 | 6 | 2 | 0 |
| P. Caso         | 27 | 1 | 3 | 2 |
| M. Conde        | 4  | 0 | 0 | 0 |
| M. de Azevedo   | 27 | 9 | 5 | 1 |
| D. Di Dio       | 4  | 0 | 0 | 0 |
| J. Di Maria     | 19 | 0 | 4 | 0 |
| C. Doudin       | 27 | 7 | 9 | 0 |
| M. Elia         | 22 | 1 | 3 | 0 |
| E. Fermino      | 14 | 3 | 3 | 0 |
| K. Fickentscher | 27 | 0 | 2 | 0 |
| G. Gerber       | 5  | 0 | 0 | 0 |
| S. Kebe         | 27 | 1 | 3 | 1 |
| G. Leccabue     | 1  | 0 | 0 | 0 |
| C. Loureiro     | 1  | 0 | 0 | 0 |
| R. Mekheldi     | 17 | 0 | 2 | 0 |
| D. Mensah       | 6  | 0 | 1 | 0 |
| A. Moumouni     | 6  | 0 | 1 | 1 |
| A. Murati       | 24 | 8 | 3 | 0 |
| B. Mustafi      | 5  | 0 | 1 | 0 |
| T. Míca         | 7  | 0 | 4 | 0 |
| F. Piazza       | 20 | 0 | 4 | 0 |
| F. Raimondi     | 23 | 3 | 1 | 1 |
| D. Sugar        | 0  | 0 | 0 | 0 |
| K. Witschi      | 29 | 0 | 7 | 0 |